# Captura electrónica

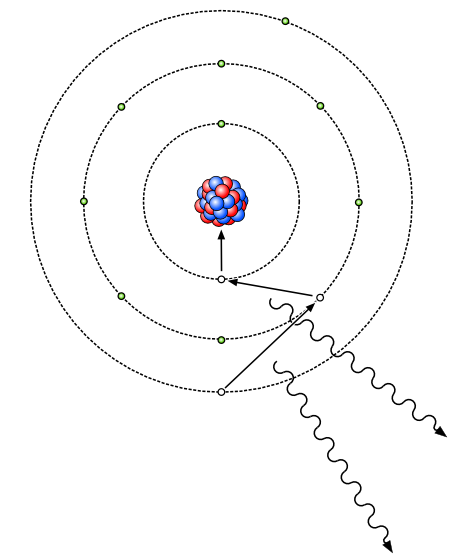
Ejemplo de captura electrónica

La captura electrónica es un proceso mediante el cual un electrón atómico, normalmente de la capa K, se combina con un protón del núcleo y forma un neutrón y un neutrino electrónico. Es un proceso alternativo a la desintegración beta con emisión de positrones. Puede ser incluso el único posible cuando la energía disponible para la emisión radiactiva es inferior a 1,022 MeV, como en el caso del decaimiento del Rb-83 al Kr-83 (la energía disponible es de 0.9 MeV).

## Descripción
El producto de la desintegración suele crearse en un estado excitado, por lo que se suelen originar cascadas de radiación gamma hasta que se alcanza el estado fundamental.
{\displaystyle \mathrm {p} ^{+}+\mathrm {e} ^{-}\rightarrow \mathrm {n} +{\nu }_{e}\,}
ejemplos: 
| {\displaystyle \mathrm {{}_{13}^{26}Al} +\mathrm {e} ^{-}\rightarrow \mathrm {{}_{12}^{26}Mg} +{\nu }_{e}} | {\displaystyle \mathrm {{}_{28}^{59}Ni} +\mathrm {e} ^{-}\rightarrow \mathrm {{}_{27}^{59}Co} +{\nu }_{e}} |